# Mathias Gidsel
Mathias Gidsel (ur. 8 lutego 1999 w Skjern) – duński piłkarz ręczny, rozgrywający, zawodnik niemieckiego Füchse Berlin, mistrz olimpijski 2024 i  wicemistrz olimpijski z Tokio. Mistrz Niemiec z Fuchse Berlin sezonu 2024/25 i zwycięzca ligi europejskiej sezonu 2022/23

## Kariera sportowa
Jest wychowankiem klubu GOG Håndbold, w którym gra od 15 roku życia.
Jesienią 2020 roku został powołany do reprezentacji Danii. Zadebiutował w kadrze 7 listopada 2020 w meczu przeciwko reprezentacji Finlandii, w którym to zdobył trzy bramki. Po zaledwie jednym występie w barwach narodowych, otrzymał powołanie na mistrzostwach Świata 2021 w Egipcie. Na mistrzostwach zadebiutował od razu w pierwszym spotkaniu przeciwko kadrze Bahrajnu i zdobył łączne 10 bramek na 11 prób. 31 stycznia został Mistrzem Świata.

### Reprezentacyjne
Igrzyska olimpijskie:
- Tokio 2020
- Paryż 2024

Mistrzostwa Świata:
- Egipt 2021
- Polska/Szwecja 2023
- Chorwacja/Dania/Norwegia 2025

Mistrzostwa Europy:
- Słowacja/Węgry 2022 i srebrny medal 2024